# Феодор I (патриарх Константинопольский)
Епископ Феодор I (греч. Επίσκοπος Θεόδωρος Α ум. 687) — епископ Византийский, занимавший пост на протяжении девяти лет (с прерываниями)
(678—680—687 гг.) после правления Константин I , являвшегося Патриархом Константинопольским на протяжении трёх лет.
Предшественником Феодора I был Константин I, а его преемником был Епископ Георгий I.
Феодор I был рожден в Константинополе, где был возведен в сан пресвитера и служил в соборе святой Софии, где также выходил в чин скевофилакса.

## Биография
При Константине IV Погонате отношения между Римской и Константинопольской церквями накалялись.
Феодор I был решительным противником Римской церкви, поэтому после своего принятия в сан не стал отсылать извещение о своем вхождении в сан,      опасаясь, что в Риме плохо отреагируют на его избрание, и решил отправить только увещательное послание, которым желал улучшить отношения между Римской и Константинопольскими церквями.
В Константинополе вместе с Макарием I Антиохийским, Феодор всячески склонял императора вычеркнуть из церковных диптихов всех преемников папы Гонория I на Римской кафедре.
Однако, Макарий I желал прекратить вражду между церквями и потому в 678 году, после заключения мирного договора с аварами, обратился к папе Домну с просьбой прислать в Константинополь римских квиритов и 12 западных епископов в Константинополь на конференцию, для обсуждения спорных догматических вопросов.
Послание императора было вручено уже преемнику Домна, Агафону, который отнёсся со всей серьёзностью к предложению. В Риме собрались 125 епископов, а результатом Собора было посольство депутатов в Константинополь с посланиями от отцов Собора и от самого папы.
Римские делегаты прибыли в Константинополь в 680 году, где в то время патриархом был не Феодор I, а Георгий I, являвшийся монофелитом, но настроенный примирительно.
Таким образом, состоялся шестой Вселенский собор. После смерти Георгия I, Феодор I был снова принят в сан патриарха Константинопольского.
Феодор I скончался в 687 году в Константинополе.
Днем памяти Патриарха Феодора I является 27 декабря.